# 良善之地獲獎與提名列表
《良善之地》是麥克·舒爾開創的美國奇幻搞笑電視劇，從2016年9月19日到2020年1月30日在全国广播公司共播出53集，講述艾莉諾·薛爾史托普（姬絲汀·貝兒飾）死後來到麥克（泰德·丹森飾）設計的來世「良善之地」，這個像天堂的烏托邦會十分挑剔到來的人類。她後來意識到自己被錯送到那裏，所以必須隱藏自身不道德的行為，同時嘗試成為更好、更講倫理的人。威廉·傑克森·哈珀、賈米拉·賈米爾和曼尼·賈辛托分別飾演其迪·安那哥尼亞、塔哈妮·阿爾-賈米和傑森·曼多沙，而达茜·卡尔登詮釋幫助居民的人造人珍妮。
《良善之地》播出期間廣受好評，並取得許多榮譽。本劇入圍14座黃金時段艾美獎，包括2座最佳喜劇和3座喜劇類最佳男主角（丹森）。它還入圍兩座金球獎，包括最佳音樂及喜劇影集和音樂及喜劇類劇集最佳女主角（貝爾）。此外，《良善之地》更入圍6座雨果獎，其中〈電車難題〉、〈珍妮〉、〈答案〉和〈等着你〉獲獎。它入圍3座星雲獎（〈等着你〉拿下獎項）和3座土星獎，並於2017年被美國電影學會評為年度十大電視節目。2019年，節目因對娛樂業的貢獻獲得1座皮博迪獎。

## 榮譽
| 獎項                   | 年份 | 範疇                           | 提名                                                            | 結果 | 參考          |
| ---------------------- | ---- | ------------------------------ | --------------------------------------------------------------- | ---- | ------------- |
| 美国退休者协会         | 2021 | 最佳電視劇/網劇男主角          | 泰德·丹森                                                       | 提名 | [ 12 ]        |
| 美國電影電視剪接師獎   | 2019 | 最佳喜劇類商業電視劇剪輯獎     | 艾瑞克·基薩克（以〈別讓好生活離你而去〉提名）                   | 提名 | [ 13 ]        |
| 美國電影電視剪接師獎   | 2020 | 最佳喜劇類商業電視劇剪輯獎     | 艾瑞克·基薩克（以〈混沌〉提名）                                 | 提名 | [ 14 ]        |
| 美國電影電視剪接師獎   | 2021 | 最佳喜劇類商業電視劇剪輯獎     | 艾瑞克·基薩克（以〈等着你〉提名）                               | 提名 | [ 15 ]        |
| 美国电影学会           | 2017 | 年度電視節目                   | 《良善之地》                                                    | 獲獎 | [ 16 ]        |
| 藝術指導工會獎         | 2019 | 半小時單攝像機電視劇           | 〈珍妮〉                                                        | 提名 | [ 17 ]        |
| 藝術指導工會獎         | 2020 | 半小時單攝像機電視劇           | 〈Employee of the Bearimy〉、〈Help Is Other People〉           | 提名 | [ 18 ]        |
| 黑膠卷獎               | 2019 | 喜劇類最佳女客串演員           | 玛雅·鲁道夫                                                     | 提名 | [ 19 ]        |
| 黑膠卷獎               | 2020 | 喜劇類最佳女客串演員           | 玛雅·鲁道夫                                                     | 獲獎 | [ 20 ]        |
| 評論家選擇電視劇獎     | 2016 | 最受期待新劇                   | 《良善之地》                                                    | 獲獎 | [ 21 ]        |
| 評論家選擇電視劇獎     | 2018 | 喜劇類最佳男主角               | 泰德·丹森                                                       | 獲獎 | [ 22 ]        |
| 評論家選擇電視劇獎     | 2018 | 喜劇類最佳女主角               | 姬絲汀·貝兒                                                     | 提名 | [ 22 ]        |
| 評論家選擇電視劇獎     | 2019 | 喜劇類最佳男主角               | 泰德·丹森                                                       | 提名 | [ 23 ]        |
| 評論家選擇電視劇獎     | 2019 | 最佳喜劇                       | 《良善之地》                                                    | 提名 | [ 23 ]        |
| 評論家選擇電視劇獎     | 2019 | 喜劇類最佳男配角               | 威廉·傑克森·哈珀                                                | 提名 | [ 23 ]        |
| 評論家選擇電視劇獎     | 2020 | 喜劇類最佳男主角               | 泰德·丹森                                                       | 提名 | [ 24 ]        |
| 評論家選擇電視劇獎     | 2020 | 喜劇類最佳男配角               | 威廉·傑克森·哈珀                                                | 提名 | [ 24 ]        |
| 評論家選擇電視劇獎     | 2020 | 喜劇類最佳女配角               | 达茜·卡尔登                                                     | 提名 | [ 24 ]        |
| 道林獎                 | 2018 | 年度喜劇類電視劇               | 《良善之地》                                                    | 提名 | [ 25 ]        |
| 道林獎                 | 2019 | 年度喜劇類電視劇               | 《良善之地》                                                    | 提名 | [ 26 ]        |
| 道林獎                 | 2020 | 最佳喜劇類電視劇               | 《良善之地》                                                    | 提名 | [ 27 ]        |
| 金球獎                 | 2019 | 音乐及喜剧类剧集最佳女主角     | 姬絲汀·貝兒                                                     | 提名 | [ 28 ]        |
| 金球獎                 | 2019 | 最佳音樂及喜劇影集             | 《良善之地》                                                    | 提名 | [ 28 ]        |
| 金膠卷獎               | 2018 | 最佳30分鐘以下實景真人音效表現 | 〈珍妮與麥克〉                                                  | 提名 | [ 29 ]        |
| 金膠卷獎               | 2019 | 最佳35分鐘以下實景真人音效表現 | 〈珍妮〉                                                        | 提名 | [ 30 ]        |
| 金膠卷獎               | 2020 | 最佳35分鐘以下實景真人音效表現 | 〈答案〉                                                        | 提名 | [ 31 ]        |
| 好萊塢影評人協會獎     | 2020 | 最佳新興或重播聯播網劇集       | 《良善之地》                                                    | 獲獎 | [ 32 ]        |
| 雨果奖                 | 2018 | 最佳戲劇表現：短劇             | 〈麥克的詭計〉（麥克·舒爾編劇和執導）                           | 提名 | [ 33 ]        |
| 雨果奖                 | 2018 | 最佳戲劇表現：短劇             | 〈電車難題〉（喬希·西耶戈爾、迪倫·摩根編劇；迪恩·霍蘭德執導）   | 獲獎 | [ 33 ]        |
| 雨果奖                 | 2019 | 最佳戲劇表現：短劇             | 〈珍妮〉（喬希·西耶戈爾、迪倫·摩根編劇；摩根·薩基特執導）       | 獲獎 | [ 34 ]        |
| 雨果奖                 | 2019 | 最佳戲劇表現：短劇             | 〈杰里米·贝尔利米〉（梅根·艾姆拉姆編劇；崔特·歐當諾執導）       | 提名 | [ 34 ]        |
| 雨果奖                 | 2020 | 最佳戲劇表現：短劇             | 〈答案〉（丹尼爾·斯科菲爾德編劇；瓦萊里婭·米利亞西·柯林斯執導） | 獲獎 | [ 35 ] [ 36 ] |
| 雨果奖                 | 2021 | 最佳戲劇表現：短劇             | 〈等着你〉（麥克·舒爾編劇和執導）                               | 獲獎 | [ 37 ]        |
| 有色人种进步协会形象奖 | 2020 | 喜劇類最佳編劇                 | 科德·杰斐遜（以〈鍋匠、裁縫、惡魔、間諜〉提名）                 | 獲獎 | [ 38 ]        |
| 星云奖                 | 2018 | 雷·布雷德伯里奖                | 〈麥克的詭計〉（麥克·舒爾編劇和執導)                            | 提名 | [ 39 ]        |
| 星云奖                 | 2019 | 雷·布雷德伯里奖                | 〈傑里米·貝爾利米〉（梅根·艾姆拉姆編劇）                        | 提名 | [ 40 ]        |
| 星云奖                 | 2021 | 雷·布雷德伯里奖                | 〈等著你〉（麥克·舒爾編劇）                                     | 獲獎 | [ 41 ] [ 42 ] |
| 皮博迪獎               | 2019 | 娛樂榮譽獎                     | 《良善之地》                                                    | 獲獎 | [ 43 ]        |
| 人民选择奖             | 2017 | 最受歡迎喜劇類新電視劇         | 《良善之地》                                                    | 提名 | [ 44 ]        |
| 人民选择奖             | 2018 | 年度喜劇                       | 《良善之地》                                                    | 提名 | [ 45 ]        |
| 人民选择奖             | 2018 | 年度喜劇電視明星               | 姬絲汀·貝兒                                                     | 提名 | [ 45 ]        |
| 人民选择奖             | 2019 | 年度喜劇                       | 《良善之地》                                                    | 提名 | [ 46 ]        |
| 人民选择奖             | 2019 | 年度喜劇電視明星               | 姬絲汀·貝兒                                                     | 獲獎 | [ 46 ]        |
| 人民选择奖             | 2019 | 年度喜劇電視明星               | 賈米拉·賈米爾                                                   | 提名 | [ 46 ]        |
| 人民选择奖             | 2020 | 年度喜劇                       | 《良善之地》                                                    | 提名 | [ 47 ]        |
| 人民选择奖             | 2020 | 年度喜劇電視明星               | 姬絲汀·貝兒                                                     | 提名 | [ 47 ]        |
| 人民选择奖             | 2020 | 年度喜劇電視明星               | 賈米拉·賈米爾                                                   | 提名 | [ 47 ]        |
| 黃金時段艾美獎         | 2018 | 喜劇類影集最佳客串女演員       | 玛雅·鲁道夫（以〈墨西哥捲餅〉提名）                             | 提名 | [ 48 ]        |
| 黃金時段艾美獎         | 2018 | 喜劇類最佳男主角               | 泰德·丹森                                                       | 提名 | [ 49 ]        |
| 黃金時段艾美獎         | 2019 | 最佳喜劇                       | 《良善之地》                                                    | 提名 | [ 50 ]        |
| 黃金時段艾美獎         | 2019 | 最具创意有剧本互动媒体节目     | 《良善之地》互動性粉絲體驗                                      | 提名 | [ 51 ]        |
| 黃金時段艾美獎         | 2019 | 喜劇類影集最佳客串女演員       | 玛雅·鲁道夫（以〈西迪见识时间之刀〉提名）                       | 提名 | [ 52 ]        |
| 黃金時段艾美獎         | 2019 | 喜劇類最佳男主角               | 泰德·丹森                                                       | 提名 | [ 53 ]        |
| 黃金時段艾美獎         | 2019 | 喜劇類最佳編劇                 | 喬希·西耶戈爾、迪倫·摩根（以〈珍妮〉提名）                      | 提名 | [ 54 ]        |
| 黃金時段艾美獎         | 2020 | 最佳喜劇                       | 《良善之地》                                                    | 提名 | [ 55 ]        |
| 黃金時段艾美獎         | 2020 | 喜劇類影集最佳客串女演員       | 玛雅·鲁道夫（以〈你變了，伙計〉提名）                           | 提名 | [ 56 ]        |
| 黃金時段艾美獎         | 2020 | 喜劇類最佳男主角               | 泰德·丹森                                                       | 提名 | [ 57 ]        |
| 黃金時段艾美獎         | 2020 | 劇情或喜劇類最佳短劇           | 《良善之地呈現：選拔會》                                        | 提名 | [ 58 ]        |
| 黃金時段艾美獎         | 2020 | 喜劇類最佳男配角               | 威廉·傑克森·哈珀                                                | 提名 | [ 59 ]        |
| 黃金時段艾美獎         | 2020 | 喜劇類最佳女配角               | 达茜·卡尔登                                                     | 提名 | [ 60 ]        |
| 黃金時段艾美獎         | 2020 | 喜劇類最佳編劇                 | 麥克·舒爾（以〈等着你〉提名）                                   | 提名 | [ 61 ]        |
| 美國製片公會獎         | 2019 | 喜劇類最佳單集                 | 《良善之地》                                                    | 提名 | [ 62 ]        |
| 卫星奖                 | 2019 | 最佳音樂或喜劇類電視劇男主角   | 泰德·丹森                                                       | 提名 | [ 63 ]        |
| 卫星奖                 | 2019 | 最佳音樂或喜劇類電視劇         | 《良善之地》                                                    | 提名 | [ 63 ]        |
| 卫星奖                 | 2020 | 最佳音樂或喜劇類電視劇男主角   | 泰德·丹森                                                       | 提名 | [ 64 ]        |
| 卫星奖                 | 2020 | 最佳音樂或喜劇類電視劇         | 《良善之地》                                                    | 提名 | [ 64 ]        |
| 土星獎                 | 2017 | 最佳奇幻電視劇                 | 《良善之地》                                                    | 提名 | [ 65 ]        |
| 土星獎                 | 2018 | 最佳奇幻電視劇                 | 《良善之地》                                                    | 提名 | [ 66 ]        |
| 土星獎                 | 2019 | 最佳奇幻電視劇                 | 《良善之地》                                                    | 提名 | [ 67 ]        |
| 青少年选择奖           | 2018 | 最佳電視喜劇女演員             | 姬絲汀·貝兒                                                     | 提名 | [ 68 ]        |
| 青少年选择奖           | 2018 | 最佳喜劇類電視節目             | 《良善之地》                                                    | 提名 | [ 68 ]        |
| 青少年选择奖           | 2019 | 最佳電視反派                   | 亞當·斯科特                                                     | 提名 | [ 69 ]        |
| 電視評論家協會獎       | 2017 | 喜劇類最佳個人成就             | 姬絲汀·貝兒                                                     | 提名 | [ 70 ]        |
| 電視評論家協會獎       | 2017 | 最佳喜劇類劇集成就             | 《良善之地》                                                    | 提名 | [ 70 ]        |
| 電視評論家協會獎       | 2017 | 最佳新節目                     | 《良善之地》                                                    | 提名 | [ 70 ]        |
| 電視評論家協會獎       | 2018 | 喜劇類最佳個人成就             | 泰德·丹森                                                       | 提名 | [ 71 ]        |
| 電視評論家協會獎       | 2018 | 最佳喜劇類劇集成就             | 《良善之地》                                                    | 獲獎 | [ 71 ]        |
| 電視評論家協會獎       | 2018 | 年度最佳節目                   | 《良善之地》                                                    | 提名 | [ 71 ]        |
| 電視評論家協會獎       | 2019 | 最佳喜劇類劇集成就             | 《良善之地》                                                    | 提名 | [ 72 ]        |
| 電視評論家協會獎       | 2020 | 最佳喜劇類劇集成就             | 《良善之地》                                                    | 提名 | [ 73 ]        |
| 美国编剧工会奖         | 2019 | 喜劇類最佳電視劇編劇           | 《良善之地》                                                    | 提名 | [ 74 ]        |

### 提名
1. ↑  伊恩·菲利浦斯（美術指導）；亞當·羅維（藝術總監）；金·萬諾普（陳設師）；格雷厄姆·拉特利夫、埃文·雷格斯特（平面設計師）；卡蜜兒·布拉科夫斯基（佈景師）
2. ↑  伊恩·菲利浦斯（美術指導）；亞當·羅維（藝術總監）；卡蜜兒·布拉科夫斯基（佈景師）；格雷厄姆·拉特利夫（平面設計師）；金·萬諾普（陳設師）
3. ↑  布倫特·芬德利（聲效監督）；凱文·麥卡洛（音效剪輯）；格雷格·布朗（台詞編輯）；傑森·特雷戈（音樂編輯）；多米尼克·德科丹-塔巴赫、帕梅拉·卡恩（擬聲音效）
4. ↑  今年獎項不適用於單獨提名人。
5. ↑  布倫特·芬德利（聲效監督）；凱文·麥卡洛（音效剪輯）；格雷格·布朗（台詞編輯）；傑森·特雷戈（音樂編輯）；傑森·特雷戈·紐曼、布萊恩特·J·福爾曼、傑森·特雷戈（音樂編輯）；喬迪·霍爾瓦德爾·托馬斯、伊莉莎白·萊尼（擬聲音效）、小特里·博伊德（擬聲編輯）
6. ↑  頒發給环球电视公司、弗雷穆伦（英语：Fremulon）和三藝術娛樂（英语：3 Arts Entertainment）
7. ↑  麥克·舒爾（英语：Michael Schur）、大衛·麥納（英语：David Miner (television producer)）、摩根·薩基特（英语：Morgan Sackett）、德魯·戈達德、迪倫·摩根（執行製作）；喬希·西耶戈爾、喬·曼德（英语：Joe Mande）、梅根·艾姆拉姆（英语：Megan Amram）（聯合執行製作）；珍·斯塔斯基（英语：Jen Statsky）（監製）；大衛·海曼（製作）；麥特·莫瑞（咨询制作）
8. ↑  麥克·舒爾（英语：Michael Schur）、大衛·麥納（英语：David Miner (television producer)）、摩根·薩基特（英语：Morgan Sackett）、德魯·戈達德、迪倫·摩根（執行製作）；迪倫·摩根、喬希·西耶戈爾、喬·曼德（英语：Joe Mande）、梅根·艾姆拉姆（英语：Megan Amram）、珍·斯塔斯基（英语：Jen Statsky）、戴夫·金（聯合執行製作）；大衛·海曼（製作）；麥特·莫瑞（咨询制作）
9. ↑  麥克·舒爾（英语：Michael Schur）、摩根·薩基特（英语：Morgan Sackett）、大衛·海曼（執行製作）；艾瑞克·基薩克（英语：Eric Kissack）、麥特·庫扎達、道格·史密斯（製作）
10. ↑  麥克·舒爾（英语：Michael Schur）、大衛·麥納（英语：David Miner (television producer)）、摩根·薩基特（英语：Morgan Sackett）、德魯·戈達德、喬希·西耶戈爾、迪倫·摩根、喬·曼德（英语：Joe Mande）、梅根·艾姆拉姆（英语：Megan Amram）、大衛·海曼、珍·斯塔斯基（英语：Jen Statsky）
11. ↑  梅根·艾姆拉姆（英语：Megan Amram）、克里斯多福·恩塞爾、凱特·格爾斯滕、科德·杰斐遜（英语：Cord Jefferson）、安德魯·洛、喬·曼德（英语：Joe Mande）、卡西婭·米勒、迪倫·摩根、麥特·莫瑞、瑞·桑尼、丹尼爾·斯科菲爾德、麥克·舒爾（英语：Michael Schur）、喬希·西耶戈爾、珍·斯塔斯基（英语：Jen Statsky）、泰勒·施特勒

### 其他
1. ↑  每季的評價：
  - 第一季爛番茄收集的73篇專業影評文章中，「新鮮度」為92%[5]；Metacritic基於32篇評論文章，平均分爲78[6]。
  - 第二季爛番茄收集的58篇專業影評文章中，「新鮮度」為100%[7]；Metacritic基於10篇評論文章，平均分爲87[8]。
  - 第三季爛番茄收集的47篇專業影評文章中，「新鮮度」為98%[9]；Metacritic基於5篇評論文章，平均分爲96[10]。
  - 第四季爛番茄收集的51篇專業影評文章中，「新鮮度」為100%[11]。
2. ↑  所列年份為典禮日期。
3. 1 2 3  這座獎項認可所有台前幕後。
4. 1 2 3 4 5  獎項在黃金時段創意艾美獎頒發

## 外部連結
- 互联网电影数据库（IMDb）上《良善之地獲獎與提名列表》的资料（英文）